# Rudolf Hromada
Rudolf Hromada (9. listopadu 1890 Praha– 26. října 1964 ?) byl autorem esperantských slovníků a překládal do esperanta české autory, především básníky.

## Život
Profesí vedoucí úředník. Překládal ze všech českých básníků (Erbena, Sv. Čecha, Machara, Heyduka, Sládka, Vrchlického, Wolkera, Dyka, Seiferta, Sovy, Šrámka, Tomana, Neumanna aj.). Jeho překlady vycházely v esperantských časopisech celého světa. Výbor z jeho překladů vyšel v ročence Panoramo Českého esperantského svazu pod názvem Intima Triptiko. Hromada byl hlubokým znalcem jazyka, vynikající teoretik, vedoucí osobnost spolu s dr. Kamarýtem čs. esperantského hnutí, rovněž po celá desetiletí, které organizoval i mezinárodně, a položil základy k jeho vysoké tradici jako generální tajemník Čs. svazu esperantistů v roce 1922. Zakladatel spolu s K. Bouškou a redaktor bývalého časopisu Ĉeĥoslovaka Gazeto s přílohou Nova Eŭropo, kde hájil práva malých národů a dlouholetý redaktor a vydavatel časopisu La Progreso, jednoho s nejvyšší úrovní, a po druhé světové válce druhý redaktor časopisu Esperantista. Autor několika výborných slovníků (esperantsko-českých a česko-esperantských). Přeložil: Popol-Sumigo En Aŭstrio (Sčítání lidu v Rakousku), do češtiny přeložil předmluvu Zamenhofovu k první učebnici esperanta Antaŭparolo de Zamenhof al la Unua Libro. Hlavním jeho překladem je Fučíkova reportáž Riporto Skribita Sub Pendumila Maŝo.